# Distinguished Flying Cross (Stati Uniti d'America)
La Distinguished Flying Cross (DFC) è onorificenza statunitense, riservata a tutti i membri delle United States Armed Forces che si sono distinti in un'operazione per "eroismo o risultati straordinari durante la partecipazione ad un volo aereo, successivamente all'11 novembre 1918".
Fu istituita dal Congresso degli Stati Uniti d'America il 2 luglio 1926.
Il primo a ricevere la medaglia fu Charles Lindbergh nel 1927.